# Жилле, Реми Акинфьевич
Реми Акинфьевич Жилле (Remis Gillet; 1766 — 1849) — российский педагог французского происхождения, статский советник.

## Биография
Родился во Франции в 1766 году.
Получив в 1810 году докторский диплом в Харьковском университете, поступил на русскую службу по ведомству Лесного департамента.
В начале XIX века был гувернёром сына тамбовского помещика Загряжского, а затем несколько лет — гувернёром детей графа Д. П. Бутурлина, в доме которого встретился с юным Пушкиным и увидел его талант
Во время Отечественной война 1812 года служил в 3-м округе внутреннего ополчения, участвовал в заграничном походе русской армии: был квартирмейстером, сражался при Дрездене, Магдебурге и Гамбурге. За дела под Магдебургом был награждён орденом Святого Владимира 4-й степени с бантом. За дела под Дрезденом был представлен в чине штабс-капитана 8 октября 1814 года к ордену Святой Анны 3-й степени и впоследствии награждён этим орденом.
В мае 1817 года был назначен помощником директора Ришельевского лицея и профессором французской словесности и географии; с января 1820 года по октябрь 1821 года был директором лицея.
Затем, в 1830—1841 годах был профессором Петербургского педагогического института и Царскосельского лицея.
Умер 11 (23) января 1849 года в Санкт-Петербурге. Похоронен на Волковом кладбище.

## Награды
- Орден Святого Владимира 4-й степени с бантом.
- Орден Святой Анны 3-й степени.